# XIX век
XIX (девятна́дцатый) век  по григорианскому календарю — век с 1 января 1801 года по 31 декабря 1900 года. Это 9-й век 2-го тысячелетия.  Закончился 125 лет назад.
Охарактеризовался такими явлениями, как протекционизм, индустриализация, урбанизация, расцвет колониализма, с другой стороны — небывалыми достижениями культуры и искусства, а также техники и науки. XIX век дал огромное количество выдающихся музыкантов, художников, писателей и поэтов, архитекторов, а также учёных, изобретателей, авантюристов и великих политиков.

## Исторические события

### Первая половина XIX века

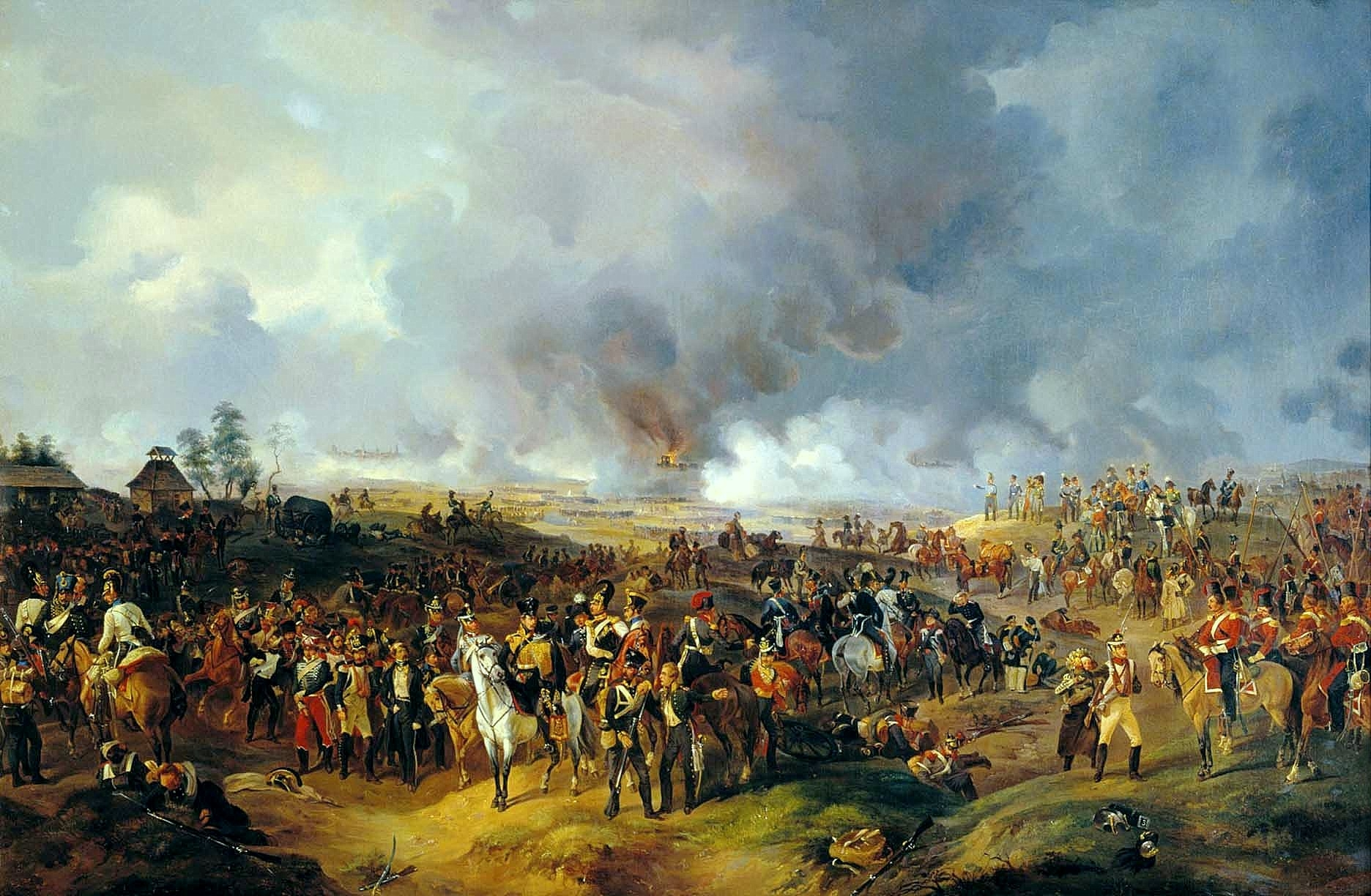
Лейпцигское сражение, 1813 год. Александр Зауервейд 1844 год

- Промышленная революция, первый этап с последней трети XVIII века по первую половину XIX века.
- Революционные войны Франции (1792—1802). Наполеоновские войны (1803—1815). Банк Франции основан (1800). Кодекс Наполеона (1804).
  - Война второй коалиции (1798—1802). Австрийская империя создана на основе Габсбургской монархии (1804).
  - Война третьей коалиции (1805; Трафальгарское сражение; битва под Аустерлицем). Создан Рейнский союз (1806—1813) на основе Священной Римской империи.
  - Война четвёртой коалиции (1806—1807). Тильзитский мир[1].
  - Пиренейские войны (1808—1814).
  - Война пятой коалиции (1809).
  - Отечественная война (1812).
  - Война шестой коалиции (1813—1814; Заграничный поход русской армии).
  - Венский конгресс (1814—1815; Священный союз; Германский союз; реставрация Бурбонов). Сто дней и Битва при Ватерлоо (1815).
- Образование Соединённого королевства Великобритании и Ирландии, Билль о всеобщем огораживании, Лондонская фондовая биржа (1801).
- Франция привела к власти во Вьетнаме династию Нгуен (1802—1945). Гаитянская революция (1791—1803).
- Британские колониальные войны (1803—1805; 1814—1816; 1817—1818; 1823—1826; 1839—1842; 1845—1846, 1848—1849; 1845—1872). Чёрная война в Тасмании. Основание Сингапура (1819).
- США приобрели Французскую Луизиану (1803). Второе Великое Пробуждение[англ.] (1790—1840). Берберийские войны (1801—1805, 1812—1816). Семинольские войны (1814—1859). Нью-Йоркская фондовая биржа (1817).
- Войны России с Персией (1804—1813; 1826—1828), Швецией (1808—1809). Кавказская война (1817—1864). Восстание декабристов (1825).
- Сербские восстания (1804—1813; 1815—1817). Русско-турецкая война (1806—1812). Греческая революция (1821—1830). Разгон янычарского корпуса (1826). Русско-турецкая война (1828—1829). Боснийское восстание (1831).
- Джихад Фулани в Нигерии (1804—1810). Хедив Египта Мухаммед Али проводит модернизацию страны (1805—1848). Государство Зулусов расширяет границы при правителе Чака (1816—1828).
- Войны Англии с Османской империей (1807—1809), США (1812—1815). «Pax Britannica» (1815—1914). Викторианская эпоха (1837—1901). Бунты луддитов (1811—1817; Бунты в Или и Литтлпорте[англ.]). Легализация профсоюзов (1824). Чартизм (1836—1848).
- Англо-датская война (1807—1814)[2], Норвегия перешла из унии с Данией в унию со Швецией.
- Война за независимость испанских колоний в Америке (1810—1826). Объявили независимость Мексика (1821), Колумбия (1822), Федерация Центральной Америки (1824), Боливия (1825), Перу (1826).
- Борьба Британской и Российской империй за господство в Центральной Азии (1813—1907; «Большая игра»).
- Реставрация в Швейцарии (1815—1847).
- «Год без лета» (1816; Тамбора).
- Открыта Антарктида (1820).
- Испанская революция (1820). Французская интервенция в Испанию (1823). Первая карлистская война (1833—1839).
- Португальская революция (1820). Бразилия и Уругвай добиваются независимости (1821—1825). Гражданская война в Уругвае (1839—1851).
- Восстание в королевстве обеих Сицилий (1820)[фр.]. Пьемонтская революция (1821).
- Миссурийский компромисс в США (1820). Основана Либерия (1821). Доктрина Монро (1823).
- Команче-мексиканские войны[англ.] (1821—1870). Колумбийско-перуанская война (1828—1829). Распались Великая Колумбия (1831) и Соединённые Провинции Центральной Америки (1840). Юкатанская война рас (1847—1901).
- Яванская война (1825—1830). Голод Тэмпо в Японии (1833—1837). Восстание Осио Хэйхатиро (1837). Голод в Индии (1837—1838; Agra famine).
- Июльская революция во Франции (1830) повлияла на проведение конституционных реформ в Германском союзе, осуществление Бельгийской революции и Польского восстания.
- Французский Алжир (1830—1862; Восстание Абд аль-Кадира). Французский Иностранный легион (1831). Рейнский кризис (1840).
- Войны Османской империи с Египтом (1831—1833; 1839—1841). Реформы в Османской империи (1839—1876). Лондонская конвенция о проливах (1841).
- Индейские войны. «Дорога слёз» (1831). Орегонский путь. Уничтожение бизонов. Американо-мексиканская война (1848—1849; Война за независимость Техаса), Техас присоединён к США.
- «Восстание Патриотов» в Нижней Канаде (1837—1838). Великое переселение из Англии в Канаду[англ.] (1815—1850).
- Первая опиумная война (1840—1842). Неравные договоры Китая с Англией (1842, 1843), США (1844), Францией (1844), Швецией и Норвегией (1847).
- Картофельные бунты в Российской империи (1840—1844). Ирландский картофельный голод (1845—1849). Восстания в Польше (1846; 1848), Кракове и Галиции (1846).
- Экономический кризис (1847; англ. List of stock market crashes).
- Революции 1848—1849 годов во Франции, Австрийской империи, Германии, Итальянских государствах, Дунайских княжествах. «Манифест коммунистической партии». «Декларация чувств».
- Австро-итальянская война (1848—1849; Рисорджименто).

| Изобретения |
| --- |
| - Пароход (первый пароход с парусами — 1807, Роберт Фултон; пароход с гребным винтом — 1836, «Архимед»; металлический пересёкший Атлантический океан — 1845, «Great Britain») - Консервирование (начало широкого применения — 1810; Николя Аппер) - Арифмометр (серийный выпуск — 1820) - Органическая химия (первый научный эксперимент — 1828, Фридрих Вёлер) - Паровоз (первый рельсовый паровой локомотив — 1804; коммерчески выгодные паровозы — 1812—1829, Джордж Стефенсон) - Швейная машинка (швейная фабрика — 1830; Бартелеми Тимонье) - Электромотор (первый практически пригодный — 1834, Борис Семёнович Якоби) - Револьвер (первые экземпляры — 1818; капсюльные револьверы массовое производство — 1836, Сэмюэл Кольт) - Вулканизация (изобретение — 1839; патент — 1844, Чарльз Гудьир) - Телеграф (электрический, публичная демонстрация междугородней связи — 1844, Сэмюэл Морзе) |

### Начало второй половины XIX века

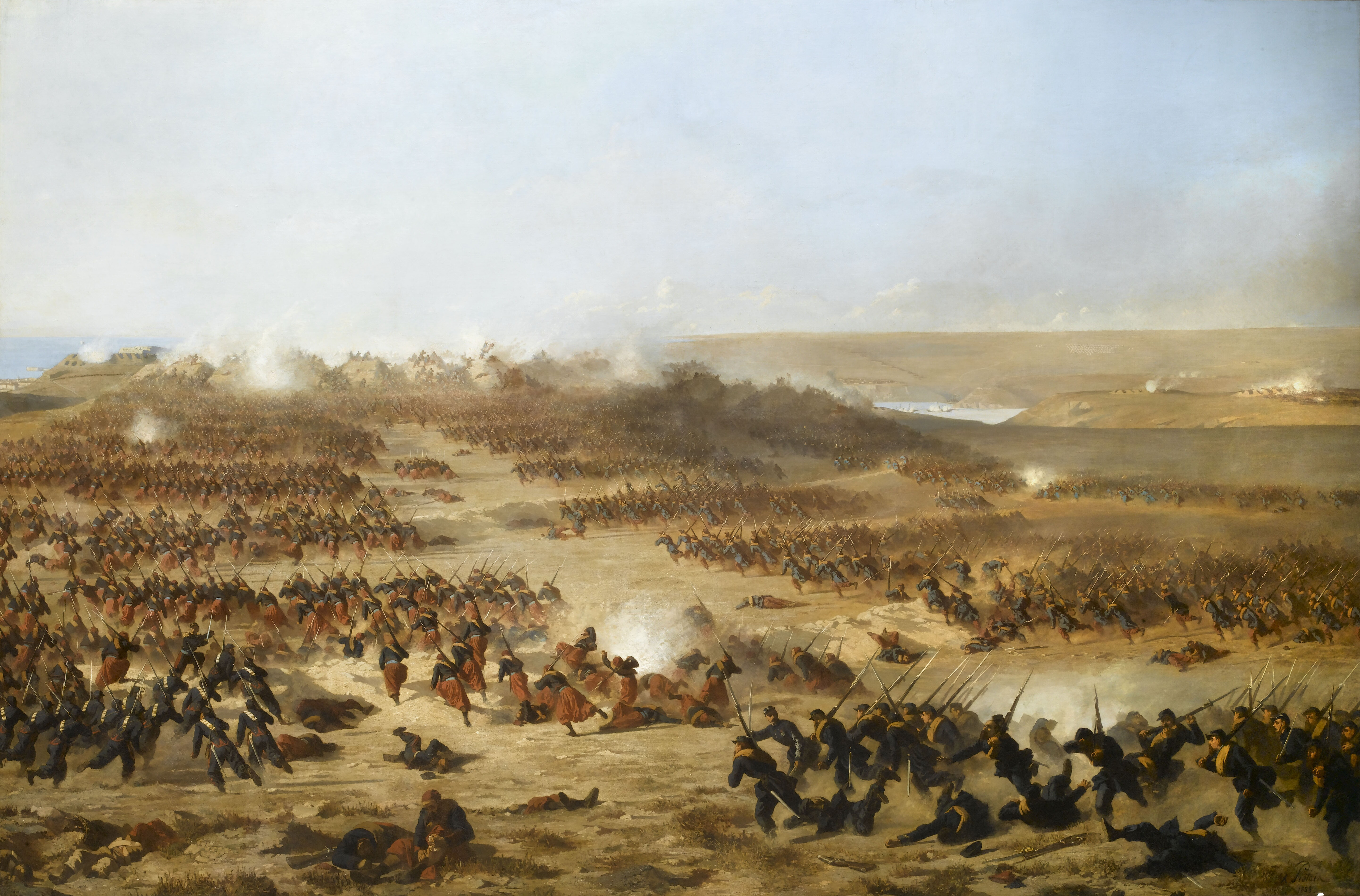
Осада Севастополя, 1855 год

- Золотые лихорадки в Калифорнии и в Австралии увеличивают мировое производство золота в 6 раз и оказывают стимулирующее действие на экономику, страдавшую от перепроизводства.
- Восстание тайпинов (1850—1864). Восстание няньцзюней (1851—1868). Третья пандемия чумы (1855). Вторая Опиумная война (1856—1860). Неравные договоры Кульджинский, Айгунский, Тяньцзиньские трактаты. Политика самоусиления (1861—1895).
- Вторая французская империя (1852—1870) образована в результате плебисцита из Второй республики (1848—1852).
- Завершён период изоляции Японии (1641—1853; «Чёрные корабли»). Неравные договоры Японии с США (1854; 1858), Англией (1854; 1858), Россией (1855), договоры Ансэй (1858).
- Крымская война (1853—1856). Реформы Александра II (1860-е — 1870-е; коррупция). Отмена крепостного права в России (1861). Польское восстание (1863). Голод в Финляндии (1866—1868). Продажа Аляски (1867).
- Гражданская война в Канзасе (1854—1858). Ютская война (1857—1858). Война за реформу в Мексике (1857—1861). Апачские войны (1849—1886). Парагвайская война (1864—1870).
- Восстание сипаев (1857—1858). Голод в Индии. Вторая англо-бирманская война (1852—1853).
- Австро-итало-французская война (1859). Королевство Италия (1861).
- Англо-французский договор о свободной торговле (1860; Cobden-Chevalier Treaty). Международное движение Красного Креста и Красного Полумесяца (1863). Первая Женевская конвенция (1864). Первый интернационал (1864—1876).
- Гражданская война в США (1861—1865). Реконструкция Юга (1863—1869). Отмена рабства (1865). Первая трансконтинентальная железная дорога США положила начало интенсивному развитию западных территорий (1869).
- Англо-франко-испанская интервенция в Мексику (1861—1867). Первая тихоокеанская война (1864—1866). Славная революция в Испании (1868).
- Конфликт Японии с коалицией Великобритании, Франции, Голландии и США (1863—1864). Реставрация Мэйдзи (1868—1869). Война Босин (1868—1869).
- Австро-прусско-датская война (1864). В результате Австро-прусско-итальянской войны образовались Северогерманский союз и двуединая монархия Австро-Венгрия (1866). Фридрих Крупп АГ (1860—1992)

| Изобретения |
| --- |
| - Винтовка (пуля Минье — 1850; многозарядная — 1860, винтовка Спенсера) - Керосин (процесс предложенный Abraham Gesner — 1846; компания «Care and Son» регистрирует торговую марку — 1854) - Лампа накаливания (угольная лампа — 1838; «современная» лампа — 1854, Генрих Гёбель) - Бессемеровский процесс производства стали (1856; Генри Бессемер) - Морская мина (с электрическим взрывателем — 1812; первое крупное применение — 1854, Борис Семёнович Якоби) - Нефть (промышленная добыча — 1859, Эдвин Дрейк) - Двигатель внутреннего сгорания (патент — 1801; первый серийно производимый — 1859, двигатель Ленуара) - Происхождение видов (1859, Чарльз Дарвин) - Свинцово-кислотный аккумулятор (1859, Гастон Планте) - Броненосец (первый морской броненосец спущен на воду — 1859, «La Gloire»; стальной — 1876; «Redoutable») - Метрополитен (первая линия на паровой тяге запущена — 1863) - Велосипед (двухколёсный самокат — 1817; с педалями — 1840; «денди-хорзы» массовый выпуск — 1864; патент — 1866, Pierre Lallement) - Мартеновская печь (впервые построена — 1864) - Подводная лодка (модель Фултона — 1800; удачное боевое применение — 1864, «Alligator») - Законы Менделя о наследственности (1865) - Целлулоид (промышленный выпуск — 1866, пластмасса Александр Паркс) - Динамит (патент — 1867; Альфред Нобель) - Периодический закон (1869; Дмитрий Иванович Менделеев) |

### Последняя треть XIX века

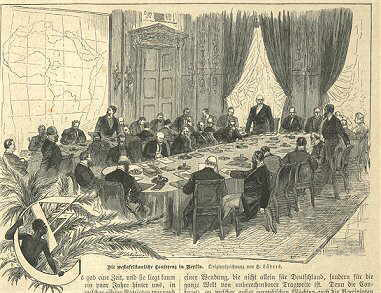
Берлинская конференция (1884)

- «Прекрасная эпоха»: период относительного мира и быстрого развития научно-технического прогресса в Европе и Северной Америке. Название стало популярно постфактум в сравнении с эпохой войн и революций в первой половине XX века.
- Вторая промышленная революция в Западной Европе, США, Японии. Долгая депрессия в Западной Европе (1873—1896) и Северной Америке (1873—1879).
- Канадская конфедерация (1867). Независимость Сербии (1869). Десятилетняя война Кубы за независимость от Испании (1868—1878). В Мексике период Порфириата (1876—1911).
- Период Мэйдзи (1868—1912). Япония получила Курильские острова передав России Сахалин (1875), принудила Корею к заключению Канвахского мирного договора (1876). Упразднено сословие самураев (1873; Сацумское восстание — 1877). Основаны дзайбацу Mitsubishi, Mitsui, Ясуда.
- Суэцкий канал построен (1869). Великобритания приобрела большой пакет акций Суэцкого канала у Египта (1875, «сделка века»). Восстание махдистов (1881—1899).
- Франко-прусская война (1870—1871; Эльзас и Лотарингия) привела к образованию Германской Империи. Третья французская республика.
- «Завоевание пустыни» (1871—1884). Иммиграция в Аргентину. Аргентино-чилийская гонка морских вооружений[англ.].
- Вторая карлистская война (1872—1876). Первая Испанская республика (1873—1874).
- Союз трёх императоров (1873—1885). Тройственный союз (1882).
- Пиковая фаза голода в Индии (1875—1900), количество жертв оценивается в 26 млн. Расформирована Британская Ост-Индская компания (1600—1874). Голод в Китае (1876—1879) унёс около 13 млн жизней.
- «Позолоченный век» в США (1876—1914). Первая национальная забастовка (1877; англ. Great Railroad Strike). Standard Oil (1870; Рокфеллер). Война за Чёрные Холмы (1876—1877).
- «Апрельское восстание» в Османской империи (1876). Русско-турецкая война (1877—1878). Товарищество нефтяного производства братьев Нобель основано (1879). Сербско-болгарская война (1885).
- Британские колониальные войны (1878—1880; 1879; 1880—1881; 1882; 1885—1887). Акт о морской обороне (1889).
- Вторая тихоокеанская война (1879—1883). В Бразилии «Каучуковая лихорадка» (1879—1912), «Золотой закон» отменяет рабство (1888), Бразильская империя преобразована в республику (1889).
- Неравные договоры Китая с Россией (1881), Францией (1885) и Португалией (1887). Запрет на миграцию китайцев в США (1882—1943).
- Убийство Александра II (1881) членами организации «Народная воля» (1879—1883). Контрреформы Александра III. Голод в России (1891—1892).
- Вулкан Кракатау в Индонезии разрушает остров, вызывает цунами, смывшее 295 селений (1883).
- Колониальный раздел Африки (1884) проведён на Берлинской конференции.
- Франко-китайская война за гегемонию над Вьетнамом (1884—1885). Индокитайский Союз (1887—1954).
- Забастовка в США 350 тыс. рабочих, вылившаяся в митинги, протесты и столкновения рабочих с полицией (1 мая 1886; Бунт на Хеймаркет). Второй интернационал (1889).
- Панамериканский союз создан (1890). Антимонопольный акт Шермана (1890). Открытие месторождений нефти в Лос-Анджелесе (1892; Los Angeles City Oil Field).
- Франко-русский союз (1891—1917). Панамский скандал во Франции (1892). Франко-малагасийские войны (1883—1896). Франко-дагомейские войны (1890; 1892—1894). Фашодский кризис (1898).
- Крестьянское восстание в Корее (1893—1895). Корея преобразована в империю (1897—1910).
- Японо-китайская война (1894—1895). Симоносекский договор был пересмотрен под давлением Тройственной интервенции Германии, России и Франции. Россия получила в аренду Порт-Артур (1898; Русско-китайская конвенция). «Боксёрское восстание» спровоцировало вторжение в Китай Альянса восьми держав (1899—1901). Начало применения политики открытых дверей.
- Массовые убийства армян (1894—1896)[3]. Первая греко-турецкая война (1897).
- Первая итало-эфиопская война (1895—1896).
- Золотая лихорадка на Аляске (1896; Клондайк).
- Филиппинская революция (1896—1898) против испанского господства была поддержана США. В результате Испано-американской войны (1898) Филиппины, Куба, Пуэрто-Рико перешли под контроль США. Филиппино-американская война (1899—1902/1913).
- Гаагская конвенция (1899).
- Англо-бурская война (1899—1902) началась после того, как в Трансваале обнаружили богатейшие в мире золотоносные месторождения (1886).

| Изобретения |
| --- |
| - Телефон (устройство по передачи речи — 1861; патент и демонстрация — 1876 Александр Белл; с угольным микрофоном — 1878) - Трактор (локомобиль — 1850; гусеничный — 1876, Фёдор Абрамович Блинов; с двигателем внутреннего сгорания — 1896) - Фонограф (1877; Томас Эдисон) - Торпеда (первое применение — 1877, под командованием Макарова) - Электростанция (электрогенератор — 1870; гидроэлектростанция у Ниагарского водопада — 1881; крупные тепловые электростанции — 1882) - Трамвай (первая электрическая трамвайная линия — 1881, Вернер фон Сименс) - Троллейбус (первая троллейбусная линия — 1882, Вернер фон Сименс) - Самолёт (Первый полёт — предположительно 1882—1885 годы, Александр Фёдорович Можайский) - Электровоз (1883; Leo Daft) - Пулемёт (Митральеза — 1859; действующий от энергии патронов — 1883, Хайрем Максим) - Дирижабль (1852; первый полностью управляемый полёт — 1884, «La France») - Мотоцикл (патент — 1885; Готтлиб Даймлер) - Автомобиль (первый с двигателем внутреннего сгорания — 1806; патент (трёхколёсный) — 1885, Карл Бенц; патент (четырёхколёсный) — 1886, Готтлиб Даймлер; серийное производство с бензиновым двигателем — 1888, Карл Бенц; классическая компоновка — 1891, Панар-Левассор; автобус с бензиновым двигателем — 1894, Карл Бенц; автомобиль с пневматическими шинами — 1895, Мишлен, Андре и Эдуард; грузовик и таксомотор — 1896, Готтлиб Даймлер; переднеприводной — 1897, братья Грэф) - Алюминий (промышленный метод — 1886, Чарльз Холл, Поль Эру) - Граммофон (патент — 1887, Эмиль Берлинер) - Танкер («Зороастр» — 1878) - Фотография (первая фотография — 1826; фотоплёнка — 1884; массовая камера — 1888, Джордж Истмен) - Пневматическая шина (патент — 1888, Джон Бойд Данлоп) - Кинематограф (первый сеанс — 1895, братья Люмьер) - Дизельный двигатель (патент — 1893; первый функционирующий образец — 1897, Рудольф Дизель) - Радио (электромагнитные волны — 1888, Герц; демонстрация беспроводных сигналов — 1893, Тесла; «грозоотметчик» Попова — 1895; массовый выпуск по патенту — 1898, Маркони) - Цветной кинематограф (патент 1899, Эдвард Рэймонд Тёрнер) |

## Культура
- Академизм
- Ампир
- Романтизм
- Историзм (архитектура)
- Эклектика
- Реализм
- Ориентализм
- Неоклассицизм
- Импрессионизм
- Золотой век русской поэзии